# With Fear I Kiss the Burning Darkness
With Fear I Kiss the Burning Darkness är andra studioalbumet av svenska death metal-bandet At the Gates. Albumet släpptes 1993. Det släpptes på nytt 2003, då med tre bonuslåtar.

## Låtlista
1. "Beyond Good and Evil" – 2:42 (Svensson / Björler / Lindberg)
2. "Raped by the Light of Christ" – 2:58 (Björler / Lindberg)
3. "The Break of Autumn" – 4:59 (Svensson)
4. "Non-Divine" – 4:44 (Björler / Lindberg)
5. "Primal Breath" – 7:22 (Svensson)
6. "The Architects" – 3:30 (At The Gates / Lindberg)
7. "Stardrowned" – 4:02 (Björler / Svensson / Lindberg)
8. "Blood of the Sunsets" – 4:33 (Svensson / Björler / Lindberg)
9. "The Burning Darkness" – 2:16 (Svensson / Björler / Lindberg)
10. "Ever-Opening Flower" – 4:59 (Björler / Svensson / Lindberg)
11. "Through the Red" – 3:26 (Svensson / Björler / Lindberg)

Det sista spåret innehåller en gömd cover av "The Nightmare Continues" av Discharge.
Bonuslåtar på nysläppet 2003:
1. "Neverwhere (Live)"
2. "Beyond Good and Evil (Live)"
3. "The Architects (Demo)"

## Medverkande

### Bandmedlemmar
- Anders Björler - Gitarr
- Jonas Björler - Bas
- Adrian Erlandsson - Trummor
- Alf Svensson - Gitarr (Alf lämnade bandet efter inspelningen)
- Tomas Lindberg - Sång

### Gästartist
- Matti Kärki - Sång